# Christian Garros
Pour les articles homonymes, voir Garros.
Christian Jean Marie Garros est un musicien et un batteur français né à Paris 7e le 17 février 1920 mort à Bois-Guillaume le 23 août 1988.

## Biographie
Il remporte la coupe Jazz-Hot dans l'orchestre de Claude Abadie avec Boris Vian à la trompette puis fait ses débuts dans le Quintette du Hot Club de France et dans le grand orchestre de Django Reinhardt.
Il intègre ensuite l'orchestre de Jacques Hélian (avec Ernie Royal et Don Byas), puis celui d'Alix Combelle.
Il joue dans les clubs de jazz parisiens :
- Au Trois Mailletz (ou Métro Jazz) avec André Persiani, Bill Coleman, Tony Scott, Lucky Thompson, Mezz Mezzrow, Albert Nicholas.
- Au Club Saint-Germain avec Martial Solal, Bobby Jaspar, Stéphane Grappelli, René Urtreger, Sacha Distel, Maurice Vander, Barney Wilen, Maurice Meunier.

Il forme le Paris Jazz Trio avec Guy Lafitte et Georges Arvanitas. Il enregistre également en trio avec Duke Ellington et Alice Babs puis travaille pour le TNP de Jean Vilar. Il part pour une tournée de deux mois en Europe dans le Birdland Tour avec Miles Davis, Lester Young et Bud Powell. À la radio, il joue avec John Lewis, Milt Jackson, Percy Heath.
De 1960 à 1978, il est membre, avec Pierre Michelot, du Play Bach Trio de Jacques Loussier. Ils donnent des concerts dans le monde entier et obtiennent plusieurs disques d'or.
Il a également joué dans le Jazz-Groupe de Paris d'André Hodeir.
Il décède à Bois-Guillaume le 23 août 1988.

## Studios
Il enregistre avec notamment : 
- Billy Byers
- Benny Carter
- Christian Chevallier
- Blossom Dearie : Blossom Dearie plays April in Paris (1955)
- Jacques Denjean
- Alain Goraguer
- Quincy Jones
- Michel Legrand
- Pierre Michelot
- Lalo Schifrin
- Serge Gainsbourg

## Cinéma
Il participe, avec Louis Armstrong, Martial Solal et Michel Portal au film Paris Blues de Martin Ritt (1961).

## Distinctions
- Élu premier batteur français dans les référendums de jazz par les lecteurs et les musiciens pendant plusieurs années.
- Grand prix de l'Académie Charles-Cros.
- Membre d'honneur du Riemenschneider Bach Institute (États-Unis).

## Aujourd’hui
- Christian Garros, normand d'adoption depuis 1977, a fondé, avec l'aide de la municipalité de Mont-Saint-Aignan (Seine-Maritime), l'École d'improvisation de jazz (EIJ) qui a immédiatement rencontré un grand succès.
- Il a aussi formé un grand orchestre, le Rouen Big Band, devenu le Christian Garros Big Band, essentiellement composé de musiciens amateurs régionaux, et dont la réputation a dépassé les limites de la région.